# Сомов, Владимир Александрович (архитектор)
Влади́мир Алекса́ндрович Со́мов (1932, Херсон, УССР — 10 января 2020) — советский архитектор, художник, автор проектов драматических театров в городах Новгороде и Благовещенске. Член Союза архитекторов России. Член выставочного комитета Международной федерации художников.

## Биография
Владимир Александрович Сомов родился в городе Херсоне в многодетной семье. Мать его работала в общественной столовой. В свободное от работы время она занималась прикладным искусством и привила Владимиру Александровичу любовь к рисованию.
В 1947 году после окончания школы В. А. Сомов переехал в Москву. Поступил в Московский институт инженеров железнодорожного транспорта (МИИТ) на строительный факультет, но на следующий год решил поступать в МАРХИ и в 1951 году окончил институт.
На первом курсе участвовал в конкурсе на армянскую гидроэлектростанцию. Проект победил в конкурсе и гидроэлектростанция была построена в 70 километрах от Еревана. Дипломная работа архитектора — проект театра на Пушкинской площади.
Во время учёбы стажировался в московских мастерских у Алексея Щусева, Ивана Жолтовского и Льва Руднева.
После окончания института три года работал в Астрахани. Стажировался у архитектора Павла Крата. П. Крат — эмигрировавший архитектор из Югославии познакомил Сомова с новой европейской современной архитектурой.
С 1954 по 1992 год работал в проектном институте «Гипротеатр» Министерства культуры РСФСР.

Спроектировал драматические театры в городах Новгороде и Благовещенске, а также и другие общественно-культурные здания.
В 1964—1974 годах — участник школы-студии художника Э. Белютина.
Участник восьми международных конкурсов по проектам общественно-культурных зданий.
С 1961 года — член Союза архитекторов РСФСР.
С 1994 года — член выставочного комитета Международной федерации художников.
Художественные работы В. А. Сомова находятся в частных собраниях России, США, Франции, Польши и других.
В 2016 году В. А. Сомов снялся в документальном фильме Андрея Розена «Новгородский космический корабль», в котором рассказывается история здания Театра в Великом Новгороде.

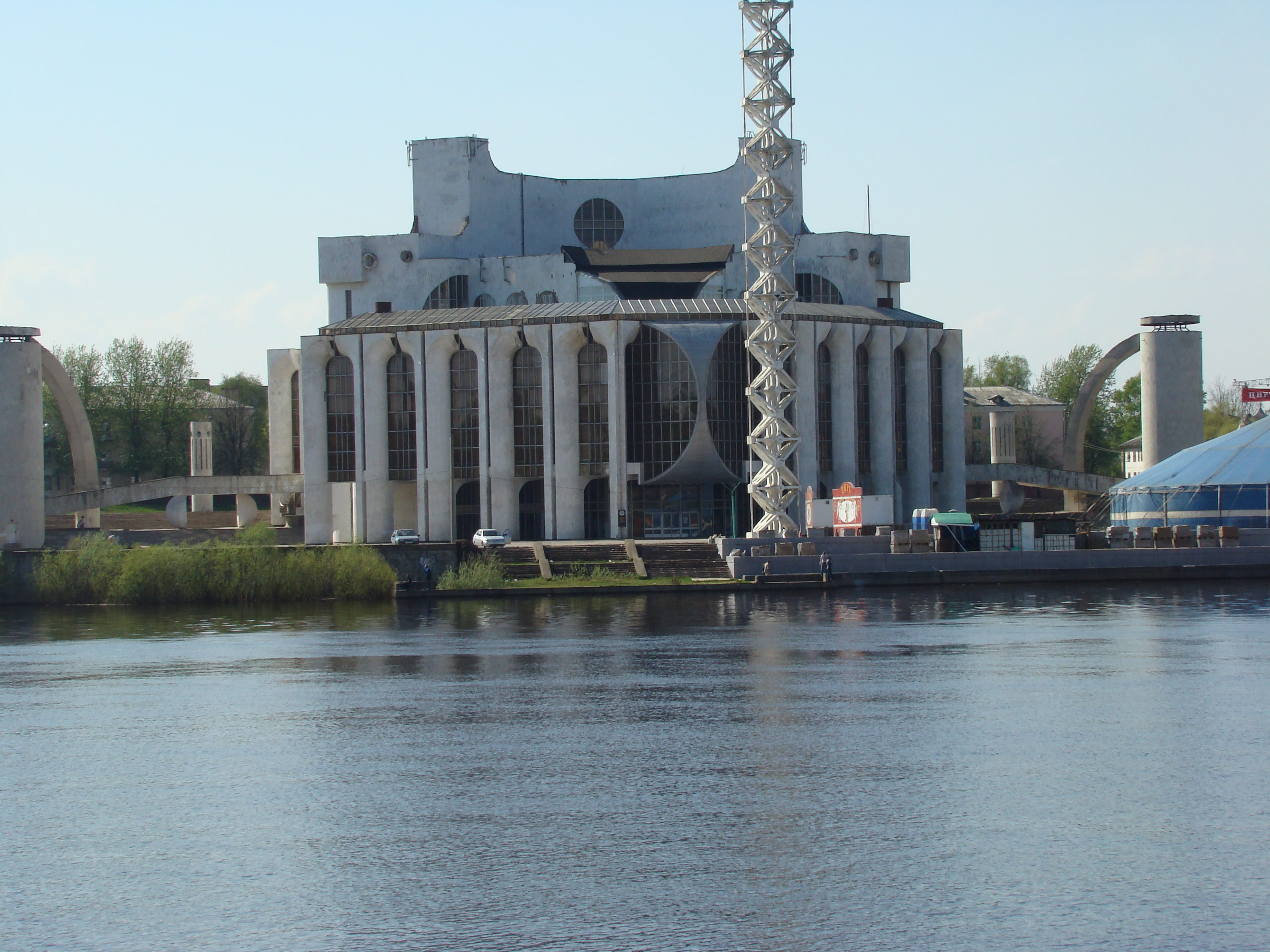
Театр драмы в Великом Новгороде

## Участие в выставках, аукционах
- 1984—1985 — выставки в Центральном Доме архитектора. Москва;
- 1990 — выставка «Новая реальность» в Центральном выставочном зале «Манеж». Москва;
- 1990 — персональная выставка в Центральном Доме архитекторов. Москва;
- 1994—1995 — выставка в галерее на Малой Грузинской, 28. Москва;
- 1994 — выставка в галерее на Гоголевском бульваре, 10 (в честь 20-ти летия) «Бульдозерной выставки». Москва;
- 1995 — выставка в галерее на Гоголевском бульваре, 10 (в честь 20-ти летия выставки в павильоне «Пчеловодство» на ВДНХ). Москва;
- 1996 — выставка с группой «Золотая кисть». Центральный Дом художника. Москва[4];
- 1996 — выставка с группой «Творческий фонд России». Центральный Дом художника. Москва;
- 2017 — выставка «Мир — театр. Архитектура и сценография в России». Государственный музей
архитектуры имени А. В. Щусева. Москва[5].